# Acorn TV
Acorn TV es una plataforma británica de streaming por suscripción que ofrece programación de televisión del Reino Unido, así como de Irlanda, Canadá, Australia, Nueva Zelanda y España. La plataforma también está disponible en una variedad de dispositivos, incluidos Android TV, Amazon Fire TV, Chromecast, Apple TV y Roku.

## Historia
Acorn TV es propiedad de RLJ Entertainment, Inc. Acorn Media Group ha distribuido televisión británica en los Estados Unidos desde 1994, originalmente vendiendo cintas VHS antes de pasar a otros formatos como DVD y Blu-ray. Continuando con la expansión de la compañía en nuevas plataformas, Acorn TV fue lanzada como una subsección del sitio web de comercio electrónico directo al consumidor de la propia Acorn, en 2011.
En 2013, Acorn TV fue relanzado como un servicio independiente, con ofertas de contenido ampliado y opciones de suscripción mensual y anual. En 2013, el servicio comenzó a ofrecer contenido exclusivo, comenzando con el estreno en Estados Unidos de Doc Martin, Serie 6. En 2015, Acorn TV fue el único servicio de transmisión de nicho en tener un programa nominado a un Emmy cuando Curtain: El último caso de Poirot fue nominado a Mejor Película para Televisión. Al 31 de diciembre de 2016, contaba con 430 000 suscriptores pagos.
Acorn TV fue presentado en el Reino Unido como un servicio independiente de streaming el 29 de abril de 2020.

## Programación
Acorn TV ofrece una amplia gama de géneros, como misterio, drama, comedia, así como documentales nuevos y clásicos. El servicio otorga licencias de contenido de productores y distribuidores, incluidos ITV, Channel 4, BBC Studios, All3Media, DRG, ZDF y Content Media.

### Programación original
Debido a que su empresa matriz, RLJ Entertainment, tiene una participación del 64% en Agatha Christie Limited, la rama de licencias sobre la obra artística de Christie, Acorn TV puede ofrecer los últimos de estreno de Agatha Christie's Poirot. en el verano de 2014, la coproducción con la BBC Partners in Crime desde septiembre de 2015, y The Witness for the Prosecution desde 2017.
RLJ Entertainment también posee todos los derechos de Foyle's War, permitiendo que Acorn TV ofrezca el estreno de las últimas temporadas desde 2015. Las series originales posteriores incluyen <i id="mwTg">Agatha Raisin</i>, Close to the Enemy, <i id="mwVg">The Level</i>, Striking Out, Queens of Mystery, Dead Still, y Ms Fisher's Modern Murder Mysteries . El 20 de octubre de 2020, se anunció que la serie Dalgliesh se estrenaría en 2021.

### Estrenos
Desde su lanzamiento, Acorn TV ha ofrecido estrenos de algunas o todas las temporadas de series británicas, incluidas Detectorists, Vera, Inspector George Gently, y Midsomer Murders. Después de centrarse al comienzo exclusivamente en producciones del Reino Unido, Acorn TV amplió su oferta de contenido para incluir programas de otros territorios, incluido A Place to Call Home de Australia, Miss Fisher's Murder Mysteries, Jack Irish, y Janet King, The Brokenwood Mysteries de Nueva Zelanda, la serie 800 Words de Australia y Nueva Zelanda, Murdoch Mysteries y 19-2 de Canadá, y Clean Break y Striking Out de Irlanda. En 2015, el servicio comenzó a ofrecer dramas en idiomas originales distintos al inglés. El servicio también ofrece una selección de documentales, incluidos títulos históricos, de viajes, artísticos y científicos.
El 5 de agosto de 2019, la serie de misterio australiana My Life Is Murder se estrenó en Acorn. El 30 de septiembre de 2020, se anunció que la serie dramática irlandesa The South Westerlies se estrenaría el 9 de noviembre de 2020. El 27 de octubre de 2020, se anunció que la miniserie A Suitable Boy se estrenaría el 7 de diciembre de 2020.